# Ліза Фішер
Ліза Фішер (англ. Lisa Fischer; нар. 1 грудня 1958) — американська співачка та автор пісень. Її дебютний альбом «So Intense» вийшов у 1991 році, хіт-сингл із нього «How Can I Ease the Pain» отримав премію Греммі. Фішер — бек-вокалістка низки відомих артистів, включаючи Стінга, Лютера Вандросса та Тіни Тернер; гастролювала з The Rolling Stones з 1989 по 2015 рік.

## Ранні роки
Фішер народилася в районі Форт-Грін в Брукліні, Нью-Йорк. Мати народила її у 16 років, а до 19 років у сім’ї було вже троє дітей. Фішер згадувала про те, що співала з матір'ю (домогосподаркою), батьком (складським працівником і охоронцем) і двома молодшими братами. Вона відвідувала Вищу школу музики та мистецтв на Манхеттені. Коли їй було 14 років, батько залишив сім'ю, у 17 років померла мати.
В інтерв'ю Крістіану Вікане з PopMatters Фішер заявила, що в ранньому дитинстві на неї вплинули Фреда Пейн, Марвін Гей та Мелба Мур та інші. За роки до початку сольної кар’єри вона відзначила значний вплив чорношкірої ЛГБТ-спільноти, зокрема, у створенні сценічного образу.

## Кар’єра

### 1983–1989: Xēna і The Rolling Stones
У 1983 році під сценічним псевдонімом Xēna Фішер випустила бі-бой класику “On the Upside”. У 1984 році клубний трек, який вона записала під назвою “Only Love (Shadows)”, був представлений у фільмі Біт Стріт, а пізніше опублікований у 1995 році як частина збірки The Best of Criminal Records від Hot Productions. Фішер розпочала музичну кар'єру, підтримуючи інших виконавців на бек-вокалі як Мелба Мур і Біллі Оушен. Вона працювала з багатьма іншими відомими співаками як сесійна вокалістка і сайдмен. Супроводжувала Лютера Вандросса, з яким познайомилася через спільного знайомого хореографа Брюса Уоллеса, який попросив її прийти до його агентства на прослуховування. Потім Фішер подорожувала з ним у його турах і співала на його альбомах до самої смерті Вандросса, на додаток до інших відомих музикантів, включаючи Чаку Хана, Тедді Пендерграсса та Роберту Флак.
Фішер продовжувала кар'єру сесійної співачки та супроводжувала The Rolling Stones у турі з 1989 року. Під час турів з Rolling Stones в неї були сольні партії в кількох піснях, у тому числі «Monkey Man», і «Gimme Shelter», які демонструють її вокальний талант.

### 1990–1994: So Intense
Пік сольній кар'єри Фішер припав на 1991 році з випуском пісні «How Can I Ease the Pain» з її альбому So Intense, яка зайняла перше місце в хіт-параді R&B і виграла премію Греммі за найкраще жіноче вокальне виконання в стилі R&B у 1992 році. Альбом приніс три позиції у найкращих 20 R&B хітах і досяг 5-го місця в чарті Top R&B/Hip-Hop Albums і 100-го місця в чарті Billboard 200. У фільмі «20 Feet From Stardom» премія Греммі Фішер за її хіт-сингл збирає пил на полиці. Фішер сказала, що вона "просто не знає, що з цим робити". Хоча Фішер досягла успіху зі першим альбомом, наступний сольний студійний альбом не був випущений, оскільки спроба створити другий альбом провалилася через «енергетичні зрушення».
Фішер записувався в різних проєктах, включаючи вокал у баладі "Colors of Love", яка була включена в саундтрек до фільму Made in America. Фішер каже, що причиною її рішення припинити сольну кар'єру після випуску дебютного альбому була її схильність до бек-вокалу, а не до сольного виконання. У статті 2013 року Фішер порівняла резервний спів із «камертоном» і зазначила, що вона відкидає ідею невдоволення та теорію постійного прагнення до чогось більшого, створюючи музику та підтримуючи інших виконавців. У 1992 році Фішер поїхала до Японії, щоб виступити на концерті Earth Voice з Лі Рітенором, Філом Перрі, Боббі Колдуеллом, Брендою Рассел, Джеймсом Інгремом, Майклом Макдональдом, Анітою Бейкер та іншими. Під час концерту Фішер заспівала хіт 1991 року «How Can I Rease The Pain» і виступила на бек-вокалі для своїх колег-музикантів.

### 1996: Театр
У серпні 1996 року Фішер дебютувала в театрі у позабродвейській виставі «Народжена співати!», хроніці життя та кар'єри вигаданої суперзірки госпелу Доріс Вінтер. У останній частині серіалу «Мама, я хочу співати!» цієї трилогії Фішер знялася у головній ролі Доріс Вінтер, і була у ролі цього персонажа, коли збирала компанію співаків для глобального туру World Peace and Harmony Tour.

### 1996–2013: Резерв
Фішер продовжувала працювати, виконуючи фоновий вокал і пишучи пісні для інших виконавців, включаючи Анан Вегу. Гастролювала з Тіною Тернер у турі Twenty Four Seven. Це був найприбутковіший у світі тур 2000 року. Ліза була представлена у випуску журналу Jet Magazine від 14 квітня 2008 року «Where Are They Now?». У 2009 році Фішер завершила гастрольний тур з Тіною Тернер у турі Tina!: 50th Anniversary Tour і була представлена на концертному DVD-CD Тернер під назвою Tina Live. У виконанні Tina!: 50th Anniversary Tour Фішер і Тернер разом заспівали «It’s Only Rock 'n Roll (But I Like It)»; після того, як Тернер пішла зі сцени, Фішер завершила пісню соло.
Фішер співала на альбомі Стінга If on a Winter's Night... як бек-вокалістка. У вересні 2009 року Стінг і його група з Фішер виступили в Даремському соборі. Репетиції, а також концерт доступні на DVD. Закулісний документальний фільм про цю подію створений спільно BBC і показаний 29 грудня того ж року. Вона з'явилася на джазовому фестивалі CareFusion Newport у 2010 році в Ньюпорті, штат Род-Айленд, з джазовим трубачем Крісом Ботті. Далі гастролювала з Ботті до 2010 року, в тому числі виступала щовечора як запрошена вокалістка під час щорічних святкових виступів трубача в джаз-клубі Blue Note в Нью-Йорку. Фішер залишалася запрошеною артисткою з групою Ботті у 2011 році й продовжувала з'являтися на їхніх концертах 2012 року.
У 2012 році Фішер приєдналася до Rolling Stones у турі 50 & Counting Tour у жовтні 2012 року та гастролювала з гуртом світом до липня 2013 року. 
У 2013 році Фішер приєдналася до рок-групи Nine Inch Nails як бек-вокалістка у турі Tension 2013.

### 2013–2014: За 20 футів від того, щоб стати зіркою
Фішер — одна з артисток, які знялися у документальному фільмі За 20 футів від того, щоб стати зіркою (2013), що отримав Оскар. Прем'єра фільму відбулася на кінофестивалі Санденс, стрічка вийшла в прокат 21 червня 2013 року. Документальний фільм висвітлює образи бек-співаків, архівуючи усні історії таких артистів, як Меррі Клейтон і Дарлін Лав, та їхній досвід в американській музичній індустрії. У 2015 році фільм отримав премію Греммі за найкращий музичний фільм, при цьому нагорода була вручена представленим артистам, а також виробничій групі.
У 2014 році Фішер знову об'єдналася з багатьма бек-співаками фільму включаючи Дарлін Лав, Меррі Клейтон і Джудіт Гілл, щоб заспівати національний гімн на 100-му Rose Bowl в Пасадені, Каліфорнія.

### 2014–дотепер: Сольна кар'єра
У 2014 році Фішер розпочала сольний тур у супроводі групи Grand Baton, виступаючи в Сполучених Штатах, Канаді, Європі, Азії, Австралії та Новій Зеландії. Того ж року в пресрелізі було оголошено, що Фішер співпрацюватиме з виконавцем Біллі Чайлдсом над студійним проєктом про Лауру Найро. У 2015 році, повернувшись до сольної кар'єри, Фішер дала шість концертів у The Jazz Standard у Нью-Йорку.
У 2015 році разом зі своїм музичним керівником, композитором, аранжувальником і піаністом Джей Сі Майлардом, співпрацювала з хореографом Алонзо Кінгом над створенням музично-танцювального ансамблю під назвою The Propelled Heart для балету Alonzo King LINES. Прем'єра The Propelled Heart відбулася в Центрі мистецтв Йерба Буена в Сан-Франциско 6 листопада 2015 року. У вересні 2017 року Фішер знову виконала роль у The Propelled Heart в театрі Квай-Цінг у Гонконзі. Програма повернулася до Центру мистецтв Yerba Buena в районі SF Bay Area в листопаді 2017 року на честь 35-ї річниці балету LINES.
На додаток до співпраці з Кінгом, у 2016 році Фішер виступила вокально в трьох проєктах, номінованих на Греммі, включаючи Louie Vega Starring...XXVIII з Лу Вега та The Elements of Life; Sing Me Home з Yo-Yo Ma, The Silkroad Ensemble і Грегорі Портером; а також New York Rhapsody з Ленгом Ленгом і Джеффрі Райтом. У лютому 2018 року вокальні виступи Фішера були представлені в презентації HBO Film Notes From The Field, написаної та спродюсованої драматургом Анною Дівер Сміт.
Фішер і Grand Baton співпрацювали з The Seattle Symphony у програмі Just A Kiss Away у лютому 2018 року, в якій оркестрово було відтворено гімни рок-музики, такі як «Gimme Shelter» The Rolling Stones. Оркестрові аранжування були написані Крісом Уолденом.

## Дискографія

### Студійні альбоми
- So Intense (1991)

### Сингли
- "On the Upside" (1983)
- "Only Love (Shadows)" (1984)
- "Glad to be Alive" (1990)
- "How Can I Ease the Pain" (1991)
- "Save Me" (1991)
- "So Intense" (1992)
- "Colors of Love" (1993)
- "Gimme Shelter" (з The Rolling Stones) (1998)
- "Didn't I (Blow Your Mind This Time)" (feat. Норман Коннорс) (2000)
- "24 Hour Woman" (2000)
- "Into My Life (You Brought the Sunshine)" (feat. Лу Вега і Сінді Мізель) (2008)
- "Love Will Know" (feat. Лу Вега) (2010)